# Triclisia (plant)
Triclisia is een geslacht uit de familie Menispermaceae. De soorten komen voor in tropisch Afrika en op Madagaskar.

## Soorten
- Triclisia angolensis Exell
- Triclisia angustifolia Diels
- Triclisia calopicrosia (Baill.) Diels
- Triclisia capitata (Baill.) Diels
- Triclisia coriacea Oliv.
- Triclisia dictyophylla Diels
- Triclisia gilletii (De Wild.) Staner
- Triclisia hypochrysea Diels
- Triclisia jumelliana Diels
- Triclisia lanceolata Troupin
- Triclisia loucoubensis Baill.
- Triclisia louisii Troupin
- Triclisia macrocarpa (Baill.) Diels
- Triclisia macrophylla Oliv.
- Triclisia patens Oliv.
- Triclisia riparia Troupin
- Triclisia sacleuxii (Pierre) Diels
- Triclisia subcordata Oliv.